# روجر هاردينغ
روجر هاردينغ (بالإنجليزية: Roger Harding) هو لاعب كرة قدم أمريكية أمريكي، ولد في 11 يونيو 1923 في أوكلاند في الولايات المتحدة، وتوفي في 8 يناير 2009.

## وصلات خارجية
- روجر هاردينغ على موقع مرجع كرة القدم المحترفة.كوم (الإنجليزية)